# (100374) 1995 UX69
(100374) 1995 UX69 es un asteroide perteneciente al cinturón de asteroides, descubierto el 19 de octubre de 1995 por el equipo del Spacewatch desde el Observatorio Nacional de Kitt Peak, Arizona, Estados Unidos.

## Designación y nombre
Designado provisionalmente como 1995 UX69.

## Características orbitales
1995 UX69 está situado a una distancia media del Sol de 3,018 ua, pudiendo alejarse hasta 3,425 ua y acercarse hasta 2,610 ua. Su excentricidad es 0,135 y la inclinación orbital 2,090 grados. Emplea 1915 días en completar una órbita alrededor del Sol.

## Características físicas
La magnitud absoluta de 1995 UX69 es 16,1. Tiene 3,726 km de diámetro y su albedo se estima en 0,051.